# صیرفیان
صِیْرَفیان نام برندی تجاری از فرش اصفهان است که توسط مرحوم حاج آقا رضا صیرفیان (١٣۵٣-١٢۶٠ ه.ش)، صراف بسیار معتبر بازار اصفهان بنیانگذاری شد.
فرش صیرفیان از نفیس‌ترین و محبوب‌ترین قالی‌های ایرانی به‌شمار می‌رود که دو تخته از آن در کاخ نیاوران
و یک تخته در سازمان ملل متحد نگهداری می‌شود.

## تاریخچه
خاندان صیرفیان، خانواده ای سرشناس در اصفهان بودند که در ابتدا به پیشه صرافی اشتغال داشتند (نام صیرفیان از واژه صیرف به معنای صراف گرفته شده‌است). مرحوم حاج آقا رضا صیرفیان به هنر فرش علاقه بسیاری داشت و به جمع آوری فرشهای هنری می‌پرداخت. این علاقه وافر او را بر آن داشت که خود نسبت به تولید فرش‌های نفیس اقدام کند. او با تهیه بهترین مواد اولیه طبیعی و به خدمت گرفتن برجسته‌ترین استادان طراح و بهترین بافندگان شروع به بافت فرشهای ظریف نمود. طولی نکشید که فرش صیرفیان در میان تجار و مردم، شهرت زیادی یافت.
فرزندان وی که با این اقبال عمومی راجع به فرش پدر مواجه شده بودند، شروع به همکاری با ایشان کردند. حاج محمدصادق صیرفیان (١٣٨٣-١٣٠١ ه.ش) با 
بهره مندی از تجربیات استادان قدیم با نوآوری و ابداعات خود و استادان نوین، صنعت پدری را توسعه بخشید. از فرشهای معروف صادق صیرفیان می‌توان به فرش بهشت صیرفیان (یازده منظره)، گلستان، سیمرغ، بوستان عشق، طاووس و ... اشاره کرد.حاج علی آقا صیرفیان نیز یکی دیگر از پسران مرحوم حاج آقا رضا است که با بهره گیری از تجارب و برخی نقشه های معروف پدر و طرحهایی با سلیقه خود از جمله لچک و ترنج گل فرنگ  فرشهای نفیسی ارائه نموده است.  

## ابعاد بین‌المللی

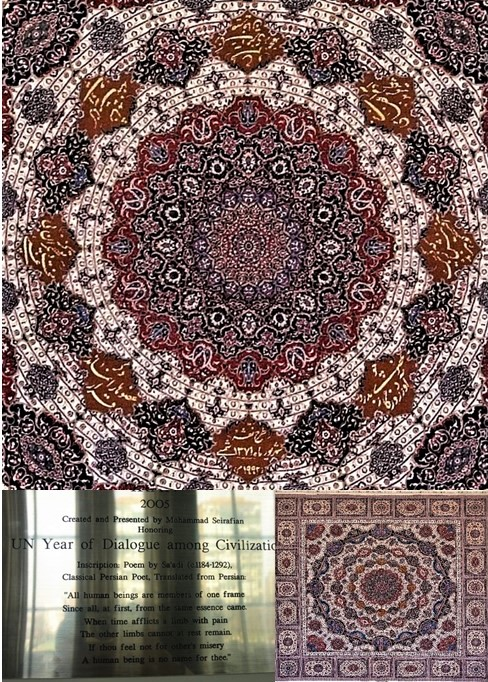
فرشی اهدا شده از استاد محمد صیرفیان به سازمان ملل متحد

‎در سال ۱۳۸۴، از سوی ایران، فرشی از استاد محمد صیرفیان به سازمان ملل متحد اهدا و در آن نصب شد که شعر بنی‌آدم در آن نقش بسته بود. بان کی مون، دبیرکل سازمان ملل متحد در سخنرانی سال ۲۰۱۲ خود در تهران با اشاره به این فرش گفت: «در ورودی سازمان ملل فرش عظیمی قرار دارد -فکر می‌کنم بزرگترین فرشی است که سازمان ملل دارد- که زینت بخش دیوار سازمان ملل و هدیه‌ای از سوی مردم ایران است. در کنار آن سخنان اعجاب آور سعدی، شاعر بزرگ ایرانی قرار دارد.» و سپس شعر بنی آدم را خواند.همچنین دو تخته قالی ازکارهای استاد محمد صیرفیان و یک تخته قالیچه از کارهای مرحوم احمد صیرفیان در کاخ موزه ی نیاوران در معرض نمایش قرار دارد.